# Marcellia bainesii
Marcellia bainesii är en amarantväxtart som först beskrevs av Joseph Dalton Hooker, och fick sitt nu gällande namn av Charles Baron Clarke. Marcellia bainesii ingår i släktet Marcellia och familjen amarantväxter. Inga underarter finns listade i Catalogue of Life.